# Унара
Унара — село в Седельниковском районе Омской области. Административный центр Унарского сельского поселения.

## История
Основано в 1884 г. В 1928 г. состояло из 85 хозяйств, основное население — белоруссы. Центр Унарского сельсовета Екатерининского района Тарского округа Сибирского края.

## Население
| 1926 | 2010 |
| ---- | ---- |
| 483  | ↘301 |